# 乡村中的占卜师

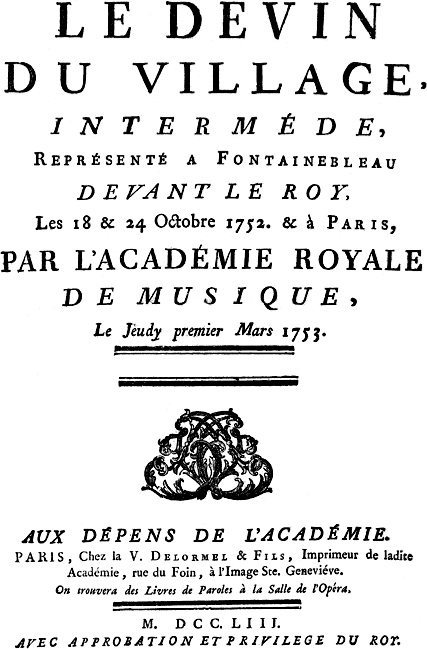

乡村中的占卜师（法语：Le devin du village）是让-雅克·卢梭创作的一部法语单幕歌剧。这是國立巴黎歌劇團的第一部作品。
该剧首演于1752年10月18日的枫丹白露宫，1753年3月1日在巴黎圣奥诺黑街皇宫剧院向公众演出。国王路易十五非常喜欢这部歌剧，为卢梭提供了养老金的巨大荣誉，为卢梭所拒绝。 这部歌剧成为当时最流行的歌剧之一，为卢梭带来财富和荣誉。这部歌剧还在后来的路易十六和玛丽安托瓦内特的婚礼上演出。

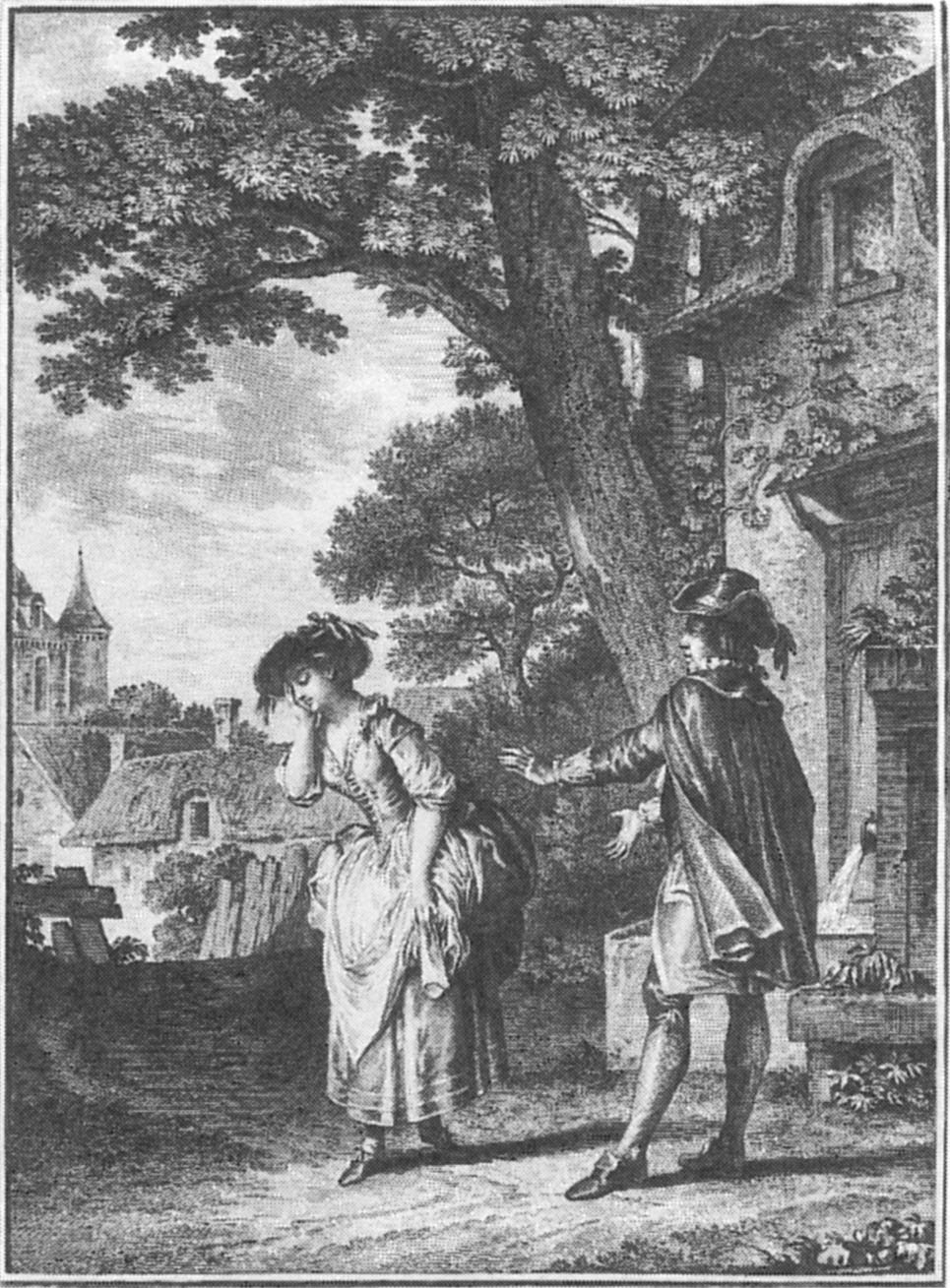

1762年，这部歌剧的英语版本在伦敦上演。

## 剧情
科林和科莱特彼此相爱，但又怀疑对方是否不忠 - 科林与庄园的女主人，科莱特与经纪人。他们各自寻求村里占卜师的建议。经过一系列失望之后，科林和科莱特终归和解，并愉快结婚。